# 限界事例からの議論
限界事例からの議論（げんかいじれいからのぎろん、英語: argument from marginal cases）は、動物の権利の理論で提示される人間以外の動物の倫理的地位に関する議論で、乳幼児、老人、昏睡状態にある人、認知障害のある人が倫理的地位を有すると仮定すると、これらの限界事例の人間と人間以外の動物の間に倫理的に重要な違いがないという理由で、人間以外の動物にも同様の地位が認められるとするもの。「倫理的地位」とは、例えば殺されない権利や苦しめられない権利、あるいは扱われ方に関する全般的な倫理的要求のことを総じて指す。
これまで多くの議論が提示されてきたが、レイモンド・フレイは限界事例からの議論をまとめて、動物の命について「平等な価値を認める議論のうち最も一般的なもの」と呼んだ。

## 概要
限界事例からの議論は、背理法を使って、すべての人間が倫理的地位を持つという見解と、すべての人間以外の動物が倫理的地位を欠くという見解を同時に受け入れることが不可能であることを示す。
まず、ここに牛がいるとして、なぜこの牛を食用に殺すことが許容されるか議論するとする。例えば、牛は自己概念を持たないから、牛を殺すことが間違っているはずがないと考えるかもしれない。しかし、多くの乳幼児も自己の概念を持たないから、自己概念を倫理的重要性の基準として受け入れると、牛を殺すことに加えて、乳幼児を殺すことも許容されるという結論を受け入れなければならなくなる。これは不合理な結論であり、自己概念の有無を倫理的重要性の基準として使うことはできないことがわかる。
これに続いて、あらゆる基準について、何らかの理由で「限界事例」にあり、倫理的地位を持つための基準を満たさない人間がいるとも主張される。例えば、ピーター・シンガーは次のように述べている。
要は、すべての人間が持つ特徴を持つのは人間だけではないということである。例えば、すべての人間が痛みを感じる能力を持つが、この能力を持つのは人間だけではない。また、人間だけが複雑な数学の問題を解くことができるが、すべての人間がこの能力を持つわけではない。

## 支持派
ダニエル・ドンブロウスキーは、限界事例からの議論は3世紀のポルピュリオスにさかのぼると書いている。また、ウィルヘルム・ディートラーの議論に詳しかったデンマークの哲学者ローリッツ・スミスは、動物が権利や義務の概念を理解できないから権利を持たないという考えに反対した。同様の考えを述べた18世紀の哲学者として、デイヴィッド・ヒュームやジェレミ・ベンサムが挙げられる。
近年では、ピーター・シンガー、トム・レーガン、イヴリン・プルハール、オスカー・オルタによって様々な種類の限界事例からの議論が提示されている。
ジェームズ・レイチェルズは、進化論が人間と動物の生物学的な連続性を示しており、人間以外の動物は限界事例の人間と同様の配慮を受けるべきだと主張した。

## 批判
限界事例からの議論に対する反論には、テイボー・マチャンのargument from species normalityがある。子供および障害者の権利について検討するにあたって、マチャンは壊れた椅子の類推を提示する。
… 能力の分類および帰属化は、一般化を行う際の常識に基づいて行う。例えば、壊れた椅子がもう座るのには適さないが、依然として椅子であり、猿やヤシの木ではないということに着目する。分類は融通の効かないものではなく、理にかなっているものである。少しの間、寝ていたり昏睡状態にあるなどの理由で道徳的行為者性を失うことはあるが、通常人間はその能力を有しており、人間以外の動物はこの能力を持たない。したがって、この能力を尊重し保護するために人間が権利を持つことは理にかなっている。同様のことは他の動物についてはいえない。
デイヴィッド・グラハムは、これがある種の個体の多くが道徳的行為者であれば、その種のすべての個体が同じ権利および保護を受けるということを意味すると解釈した。端的にいうと、個体の倫理的地位はその個体が属する種にとって何が普通であるかによって決まるということである。
このマチャンの議論に対して、ジェームズ・レイチェルズは、もし種の個体をその種にとって何が普通であるかという基準で扱うとすると、もし例えばチンパンジーが何らかの方法で読み書きの能力を得たとしても、それがチンパンジーにとって「普通」ではないという理由で大学に入学できないことになると反論した。